# كأس العالم لكرة القدم الإلكترونية

الشعار

بطولة كأس العالم لكرة القدم الإلكترونية (بالإنجليزية: FIFA eWorld Cup)‏ وبطولة كأس العالم لكرة القدم التفاعلية سابقا. هي مسابقة دولية سنوية لألعاب فيديو كرة القدم تقام تحت رعاية الفيفا بالشراكة مع إي أيه سبورتس وسوني إنتراكتيف إنترتينمنت. أقيمت النسخة الأولى في 2004 في سويسرا. في عام 2014 تنافس أكثر من 1.9 مليون لاعب. وقد شارك فيها أكثر من خمسة ملايين لاعب منذ سنة 2009 مما جعلها أكبر بطولة ألعاب عبر الإنترنت في العالم حسب موسوعة غينيس للأرقام القياسية. تمتد البطولة لمدة ستة أشهر. هناك ستة مواسم، مدة كل منها شهر واحد. وتعتبر السعودية الممثل الوحيد عربيا في الفوز بمنافسات البطولة منذ نسختها الأولى.
وآخر البطل هو محمد "MoAuba" حرقوص من ألمانيا. حرقوص هو أول لاعب على يلعب على بلاي ستيشن 4 يفوز باللقب منذ عام 2015.

## نسق البطولة

### التصفيات
من أجل أن يتأهل اللاعبون إلى الجولات النهائية يتوجب عليهم المنافسة من خلال طور اللعب عبر الإنترنت للعبة فيفا التي تقوم بتطويرها إي أيه سبورتس.

### النهائي
يتم تقسيم اللاعبين إلى أربع مجموعات وفي كل مجموعة خمسة لاعبين. أعلى ثمانية لاعبين من مرحلة المجموعات ينتقلون إلى الدور ربع النهائي. الفائزون في الدور ربع النهائي يتأهلون إلى نصف النهائي، والفائزان في نصف النهائي يصلان إلى النهائي.

## شروط الاشتراك في البطولة
هناك ست شروط للمشاركة في البطولة وهي:
- أن لا يقل عمر المشترك عن 13 سنة
- جهاز PlayStation®4 أو  Xbox One
- نسخة من لعبة EA SPORTS™ FIFA
- الاتصال بشبكة الإنترنت
- حساب في EA
- التسجيل على www.FUTChampions.com/register

## النتائج

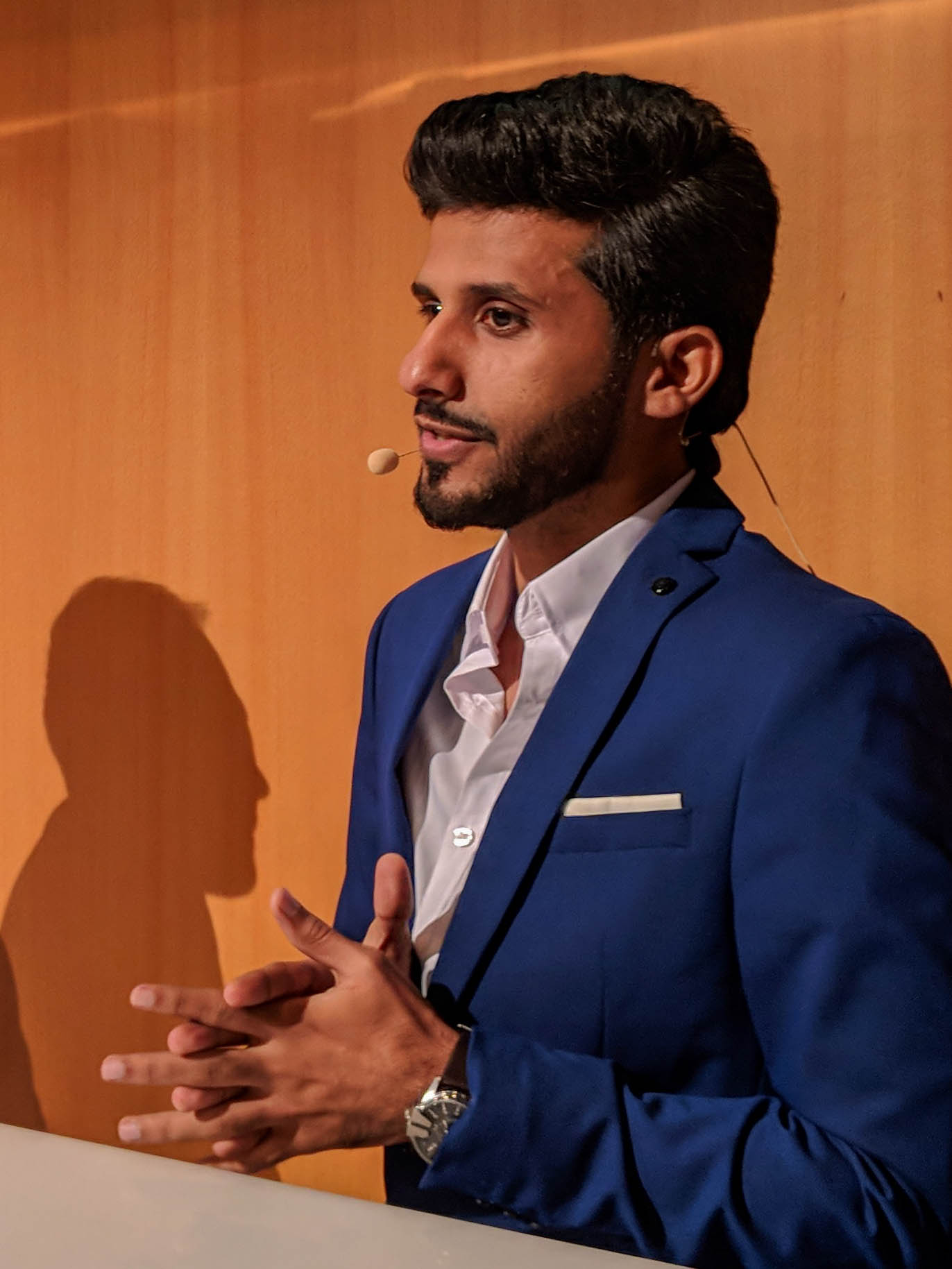
عبدالعزيز الشهري، بطل البطولة في 2015

| العام | التواريخ    | المستضيف      | الفائز (بطاقة اللاعب الشخصية) | الوصيف (بطاقة اللاعب الشخصية) | النتيجة                                                            |
| ----- | ----------- | ------------- | ----------------------------- | ----------------------------- | ------------------------------------------------------------------ |
| 2004  | ديسمبر 19   | زيورخ         | تياغو كاريكو دي أزيفيدو       | ماتيا بيليسكوفيتش             | 2–1                                                                |
| 2005  | ديسمبر 19   | لندن          | كريس بولارد                   | مكس غابور                     | 5–2                                                                |
| 2006  | ديسمبر 9    | أمستردام      | أندريز سميت                   | فولفغانغ ماير                 | 6–4                                                                |
| 2008  | مايو 24     | برلين         | ألفونسو راموس                 | مايكل ريبيرو                  | 3–1                                                                |
| 2009  | مايو 2      | برشلونة       | بروس جرانيك                   | روبن زيريسيرو موراليس         | 3–1                                                                |
| 2010  | مايو 1      | برشلونة       | نيناد ستويكوفيتش              | أيهان التونداج                | 2–1                                                                |
| 2011  | يونيو 7–9   | لوس أنجلوس    | فرانشسكو كروز                 | خافيير مونوز (Janoz)          | 4–1                                                                |
| 2012  | مايو 21–23  | دبي           | ألفونسو راموس                 | بروس جرانيك                   | 0–0 (4–3 ركلات جزاء ترجيحية)                                       |
| 2013  | مايو 6–8    | مدريد         | بروس جرانيك                   | أندري فيفيرو توريس            | 1–0                                                                |
| 2014  | يوليو 2–3   | ريو دي جانيرو | أوغست روزنماير (Agge)         | ديفيد بيثواي (Davebtw)        | 3–1                                                                |
| 2015  | مايو 17–19  | ميونخ         | عبد العزيز الشهري (Mr D0ne)   | جوليان دسونفيل                | 3–0                                                                |
| 2016  | مارس 20–22  | نيويورك       | محمد الباشا (Bacha)           | شين آلان (Dragonn)            | 2–2، 3–3 (5–5 المجموع. الباشا فاز عن طريق قانون أهداف خارج الديار) |
| 2017  | أغسطس 16–18 | لندن          | سبنسر إيلينغ (Gorilla)        | كاي فولين (Deto)              | 3–3، 4–0 (7–3 المجموع.)                                            |
| 2018  | أغسطس 2–3   | لندن          | مساعد الدوسري (Msdossary)     | ستيفانو بينا (StefanoPinna)   | 2–0، 2–0 (4–0 المجموع.)                                            |
| 2019  | أغسطس 2–4   | لندن          | محمد حرقوص (MoAuba)           | مساعد الدوسري (Msdossary)     | 1–1، 2–1 (3–2 المجموع.)                                            |
| 2020  | غ/م         | غ/م           | غ/م                           | غ/م                           |                                                                    |

## المشاركة العربية
أول فوز عربي بالبطولة كان في 2015، عندما سلم اللاعب البرتغالي كريستيانو رونالدو شهادة بطل كأس العالم التفاعلية 2015 للاعب عبد العزيز الشهري من السعودية خلال الحفل المقام في سويسرا، وبعد فوزه على الفرنسي جوليان دسونفيل 3–0، ليحصل على اللقب وجائزة مالية تقدر بـ 20 ألف دولار وتذكرة لحضور حفل جائزة الكرة الذهبية لأفضل لاعب في العالم. ولم يكن هذا التمثيل العربي الأخير في قائمة الفائزين، حيث شاركت المملكة العربية السعودية أيضا في البطولة بنسختها الأخيرة واستطاع اللاعب السعودي مساعد الدوسري التفوق على أكثر من 20 مليون متنافس والوصول إلى النهائيات والفوز بجائزة مالية قدرها 250 ألف دولار، وحصد لقب ملك الفيفا والذي يطلق لأول مرة في تاريخ البطولة. وفي 2019، أصبح مساعد الدوسري أول لاعب يصل إلى النهائي في عاميين متتاليين، حيث خسر النهائي أمام الألماني محمد حرقوص.
وثاني فوز عربي كان عام 2018 للبطل السعودي مساعد الدوسري حيث توج بطل. في 2019، أصبح مساعد الدوسري أول لاعب يشارك في النهائي لعامين متتاليين.